# Ogdensburg (New York)
Pour les articles homonymes, voir Ogdensburg.
Ogdensburg est une cité (city) située dans le comté de St. Lawrence, dans l’État de New York aux États-Unis. Selon le recensement de 2000, sa population est de 12 364 habitants. Ogdensburg est le seul port des États-Unis sur la voie maritime du Saint-Laurent, qui permet aux navires en provenance de l'océan Atlantique d'atteindre les Grands Lacs à l'intérieur des terres, jusqu'à l'extrémité occidentale du lac Supérieur.
Le pont international Ogdensburg-Prescott, créé en 1960, relie les États-Unis et Prescott, au Canada. Par une route directe, Prescott (Ontario) est relié à Ottawa, capitale du Canada. Depuis 1960, se trouve sur le pont un poste de douane et protection des frontières des États-Unis (Ogdensburg–Prescott Border Crossing : U.S. Customs and Border Protection) et de la police des frontières du Canada (Gendarmerie royale du Canada) .
Ogdensburg est le siège du Diocèse catholique d'Ogdensburg, créé en 1872 eu égard au nombre croissant d'immigrants catholiques à New York et à la forte présence catholique au Québec voisin. Le premier évêque Edgar Wadhams recrute des prêtres au Québec. Le deuxième évêque Henry Gabriëls, d'origine belge, parle français et anglais, et entretient les relations avec le Canada et le Québec. Le troisième évêque Joseph Henry Conroy a fait ses études à Montréal, Québec, et à Toronto, Ontario.
La cathédrale Sainte-Marie (St. Mary's Cathedral) a été bâtie en 1855.

## Histoire
En 1748, à l'époque de la Nouvelle-France, plus de trois mille Oswegatchies vivaient près du Fort de La Présentation (la municipalité actuelle d'Ogdensburg) afin d'être protégés des armées anglaises.

## Localités limitrophes
| Prescott (Ontario), Fleuve Saint-Laurent,Canada   | Prescott (Ontario), Fleuve Saint-Laurent, Canada | Louisville (New York), Cardinal (Ontario), Fleuve Saint-Laurent, Canada |
| Brockville (Ontario), Fleuve Saint-Laurent,Canada | Ogdensburg                                       | Lisbon (New York)                                                       |
| Morristown (New York), Watertown (New York)       | Heuvelton                                        | Canton (New York)                                                       |